# Lerch István
Lerch István (Budapest, 1953. szeptember 16. –) Erkel Ferenc-díjas magyar dalszerző, zongorista, énekes. Első felesége Kovács Kati Kossuth-díjas énekesnő volt.

## Pályafutása
Középiskolás korában 1968-tól a Hétfő együttes (melynek tagjai megegyeztek a V’73 tagjaival), később a Volán, majd 1973-tól 1977-ig a V’73, 1977-től 1988-ig a V’Moto-Rock tagja, 1989-től szólista.
Zenekarain kívül 1977 és 1983 között első felesége, Kovács Kati albumaira írt dalokat,  de írt még Cserháti Zsuzsa, Szűcs Judith, Koncz Zsuzsa, Malek Andrea, Horváth Károly (Charlie) számára is. 1989-től szólóban zenél, első két albumán Kovács Kati vokálozott.
2004. december 29-én adott nagy koncertet a Budapest Kongresszusi Központban ahol vendégei voltak Horváth Charlie, Malek Andrea valamint koncertjén hosszú évtizedek után egy színpadon volt Kovács Kati és Koncz Zsuzsa.
2013. október 4-én, 60. születésnapja alkalmából nagyszabású koncertet adott a Művészetek Palotájában.  Az énekes az MR Szimfonikusok kíséretében lépett fel, vendégei voltak: Fábián Juli, Tóth Vera, Horváth Charlie, Bolyki Balázs és a Bolyki Soul & Gospel Kórus. Közreműködött: Hrutka Róbert, Lattmann Béla, Szendi Gábor.

## Magánélet
Első felesége Kovács Kati Kossuth-díjas énekesnő volt (1975–1986 között).

## Lemezfelvételei

### Szólóalbumok
| Év   | Cím              | Kiadó   | Katalógusszám | Formátum | Típus          |
| ---- | ---------------- | ------- | ------------- | -------- | -------------- |
| 1989 | Különös bolygó   | Favorit | SLPM 37284    | LP, MC   | stúdióalbum    |
| 1991 | 10 és 1/2        | Rákóczi |               | LP, MC   | stúdióalbum    |
| 1994 | Szomjas angyalok |         |               | CD, MC   | válogatásalbum |
| 1999 | Good bye         |         |               | CD, MC   | stúdióalbum    |
| 2001 | 30 év zene       |         |               | CD, MC   | koncertalbum   |
| 2005 | 50. Szimfónia    |         |               | CD, DVD  | koncertalbum   |

1989 Különös bolygó
- Filmzene

- 1985 Álmodik az állatkert
- 1993 A hercegnő és a kobold

## Díjak, kitüntetések
- EMeRTon-díj (1987)
- Az év billentyűse (1991)
- Huszka Jenő-díj (1994)
- Rocksztár 30 (2003)
- A Magyar Köztársasági Érdemrend lovagkeresztje (2005)
- Erkel Ferenc-díj (2009)
- Artisjus Életműdíj (2014)[1]
- Story életműdíj (2018)
- Fonogram Életműdíj (2019)